# Daniel Ihly
Pour les articles homonymes, voir Robert Ihly.
Daniel Ihly (ou Jhly), né le 25 octobre 1854 à Genève et décédé le 19 janvier 1910, est un peintre suisse.

## Biographie
Daniel Ihly est issu d'une famille modeste d'artisans forgerons (ou tailleurs). Son père est originaire du Grand-duché de Bade et sa mère d'Ardèche. Ses parents obtiennent la bourgeoisie genevoise en 1851.

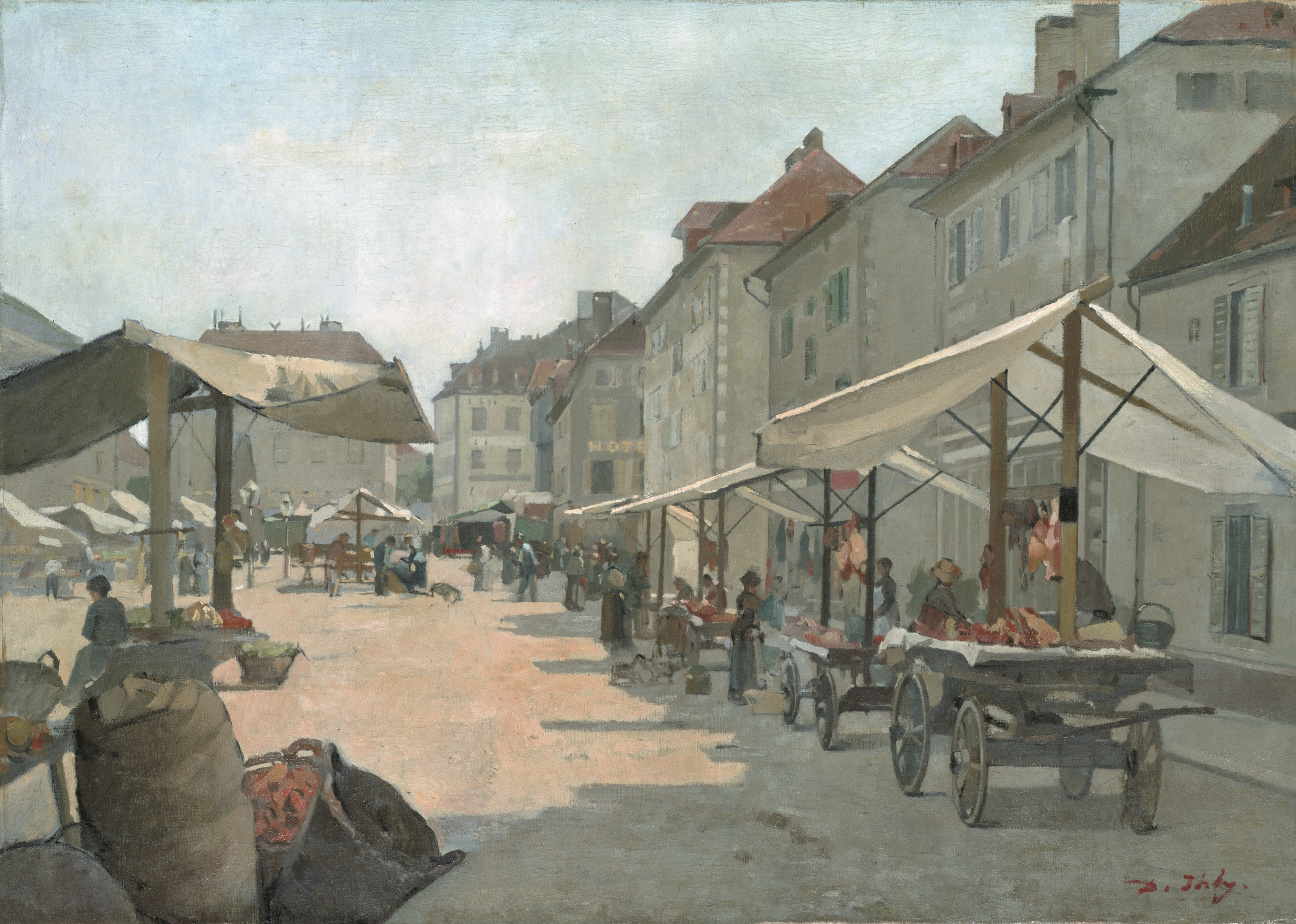
Daniel Ihly, Place du marché à La Chaux-de-Fonds, 1905, Musée des beaux-arts de La Chaux-de-Fonds

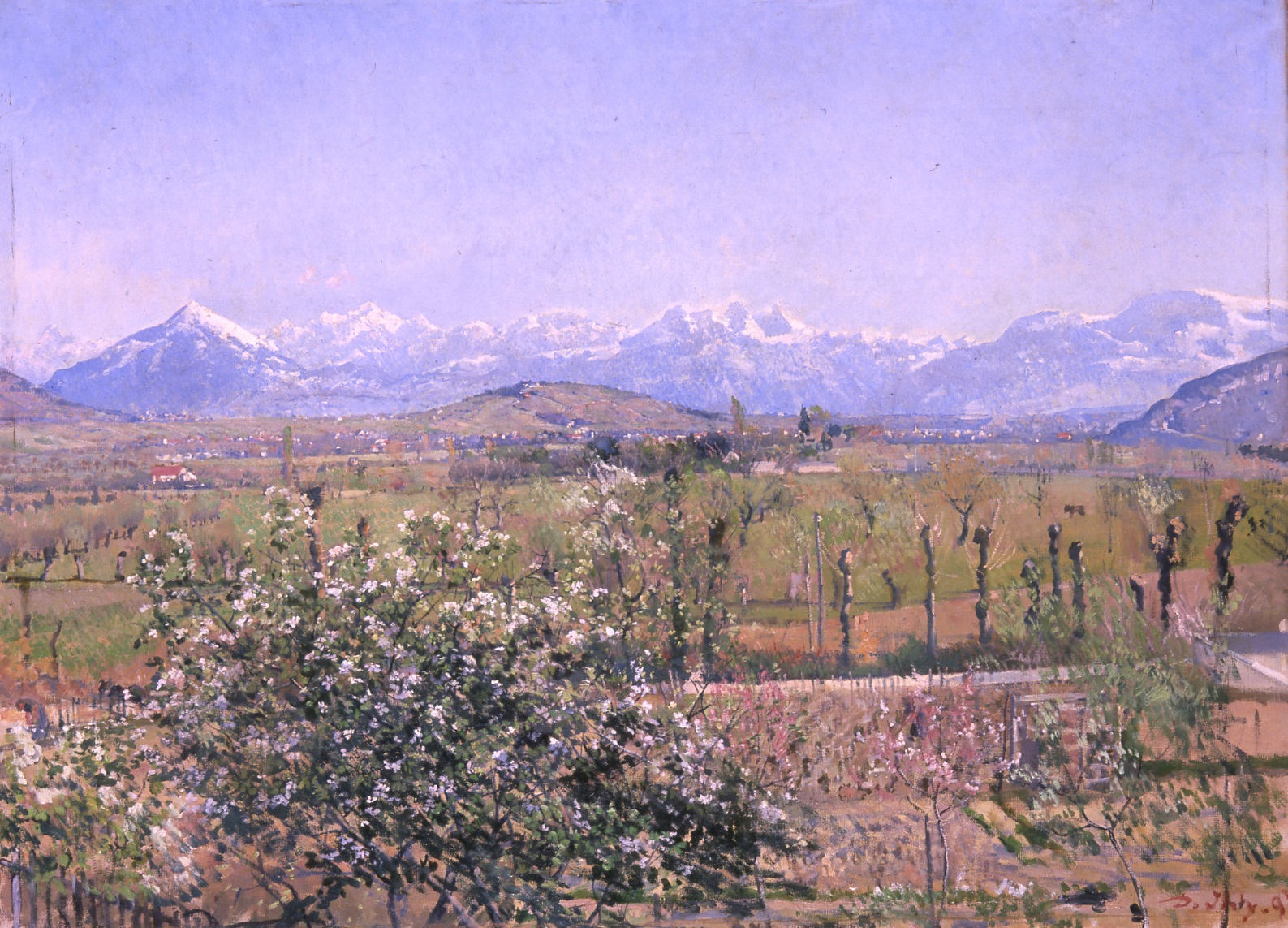
Daniel Ihly, Printemps à Vandoeuvres, 1893, Musée des beaux-arts de La Chaux-de-Fonds

Daniel Ihly suit une formation de peintre décorateur sur émail et porcelaine, et suit des cours dans l'atelier de Barthélemy Menn de 1873 à 1876. Il y rencontre son ami de Ferdinand Hodler. Il se rend à Paris à 22 ans pour y poursuivre une carrière de peintre et décorateur. Il y devient très inspiré par les artistes impressionnistes. Il expose régulièrement à Paris et Genève. Il vit un temps à Florence, puis retourne s'installer à Lancy en 1892 où il donne des cours de dessin de 1887 à 1900,. Il produit 84 figures de Suisses décorant les piliers du Palais des beaux-arts de l'Exposition nationale suisse de 1896, et peint des panneaux décoratifs pour l'hôtel Beau-Rivage à Genève.
Il ouvre son atelier au Petit-Lancy à la fin du XIXe siècle,.
Il gagne une médaille à Dijon en 1887, une autre à l'exposition universelle de Paris de 1900, puis une autre à Saint-Étienne en 1905. Il est reçu comme lauréat de l'exposition de Zurich de 1909.
Daniel Ihly meurt le 19 janvier 1910 des suites d'une pneumonie.

## Œuvre
Daniel Ihly est peintre de paysages, de scènes de genre et de figures. Il s'inscrit parmi les représentants majeurs de la peinture de plein air. Contrairement aux artistes de sa mouvance, il ne s'oriente pas vers le symbolisme mais reste plus proche du style de Camille Corot. Ses œuvres reflètent un certain engagement social, dépeignant l'exode rural, la pauvreté et l'essor industriel. Il a produit plus de 1 500 œuvres. Il travaille le plus souvent aux bords du Rhône et de l'Arve. Il est également connu pour ses paysages parisiens marqués de tons gris.

## Postérité
Une rue, le chemin Daniel-Ihly, porte son nom à Lancy.